# Elisabeth Lanz
Elisabeth Lanz (Graz, Austria, 6 de diciembre de 1971) es una actriz austriaca.

## Biografía
Su padre, un antiguo sacerdote católico, era director de Aldeas Infantiles SOS en la localidad de Altmünster. Allí crecieron Elisabeth y sus 3 hermanos. En su juventud, Elisabeth practicó el atletismo en las modalidades de 400 y 800 metros vallas, incluso llegó a competir en algunos campeonatos mundiales. Tras finalizar el bachillerato, pasó un año en Londres antes de mudarse a Viena, donde estudió Filosofía, Jurisprudencia y Teatro.
Entre 1993 y 1996 cursó sus estudios de interpretración en el Volkstheater de Viena. Poco tiempo después de terminar su formación obtuvo un puesto en el Teatro Josefstadt. Su primera aparición en la pequeña pantalla fue en 1996 en un episodio de Rex, un policía diferente, serie en la que participó en varias ocasiones. Desde entonces, ha trabajado en numerosas series de televisión y películas tanto en su país natal como en la vecina Alemania. Entre ellas cabe destacar su papel en el film Spuren im Schnee (en castellano, Estelas en la nieve), que obtuvo un reconocimiento en el Festival de Cine de Garden State en Nueva Jersey.
En la actualidad, interpreta a una veterinaria en Tierärztin Dr. Mertens (en castellano, Veterinaria Dra. Mertens), serie de la cadena alemana ARD.